# خوان مانوئل فروتوس
خوان مانوئل فروتوس (انگلیسی: Juan Manuel Frutos؛ ۱۲ ژوئن ۱۸۷۹ – ۱۵ آوریل ۱۹۶۰) حقوقدان، سیاستمدار، وکیل، قاضی و روزنامه‌نگار اهل پاراگوئه بود. وی از ۳ ژوئن ۱۹۴۸ تا ۱۵ اوت ۱۹۴۸ رئیس‌جمهور این کشور بود.
خوان مانوئل فروتوس در ۱۵ آوریل ۱۹۶۰، در سن ۸۰ سالگی درگذشت.